# Euexia aora
Euexia aora är en fjärilsart som beskrevs av Louis Beethoven Prout 1922. Euexia aora ingår i släktet Euexia och familjen mätare. Inga underarter finns listade i Catalogue of Life.